# Дубе, Виннет
Виннет Дубе (англ. Winneth Dube; род. 10 мая 1972, Булавайо, Южная Родезия) — зимбабвийская легкоатлетка, выступавшая в беге на короткие и средние дистанции. Участница летних Олимпийских игр 2004 года.

## Биография
Виннет Дубе родилась 10 мая 1972 года в южнородезийском городе Булавайо (сейчас в Зимбабве).
В 2002 году завоевала две золотых медали чемпионата Зимбабве в беге на 100 и 200 метров. Была рекордсменкой страны в беге на 100 и 200 метров на открытых стадионах, на 60 и 200 метров в помещении.
В 2002 году заняла 5-е место в беге на 200 метров на чемпионате Африки в Радесе, показав результат 23,73 секунды. На Играх Содружества в Манчестере выбыла в полуфинале на дистанциях 100 метров (11,65) и 200 метров (24,44).
В 2003 году выступала на чемпионате мира в Париже, где не смогла преодолеть квалификацию 100-метровки (11,69). На Всеафриканских играх в Абудже заняла 8-е место в беге на 100 метров (11,62) и выбыла в полуфинале в беге на 200 метров (23,79).
В 2004 году вошла в состав сборной Зимбабве на летних Олимпийских играх в Афинах. В беге на 100 метров заняла в 1/8 финала 6-е место с результатом 11,56, уступив 0,25 секунды попавшей в четвертьфинал с 4-го места Гузель Хуббиевой из Узбекистана.
На чемпионате Африки в Браззавиле заняла 6-е место на 200-метровке (24,02) и 7-е место на 100-метровке (11,73).

## Личные рекорды
- Бег на 100 метров — 11,36 (11 апреля 2003, Дурбан)[2]
- Бег на 200 метров — 23,23 (4 апреля 2003, Претория)[2]
- Бег на 400 метров — 54,86 (7 июня 2009, Калгари)[2]
- Бег на 60 метров (в помещении) — 7,52 (12 января 2008, Калгари)[2]
- Бег на 200 метров (в помещении) — 24,81 (29 января 2005, Виннипег)[2]